# 1522 год в науке
В 1522 году произошли различные научные и технологические события, некоторые из которых представлены ниже.

## События

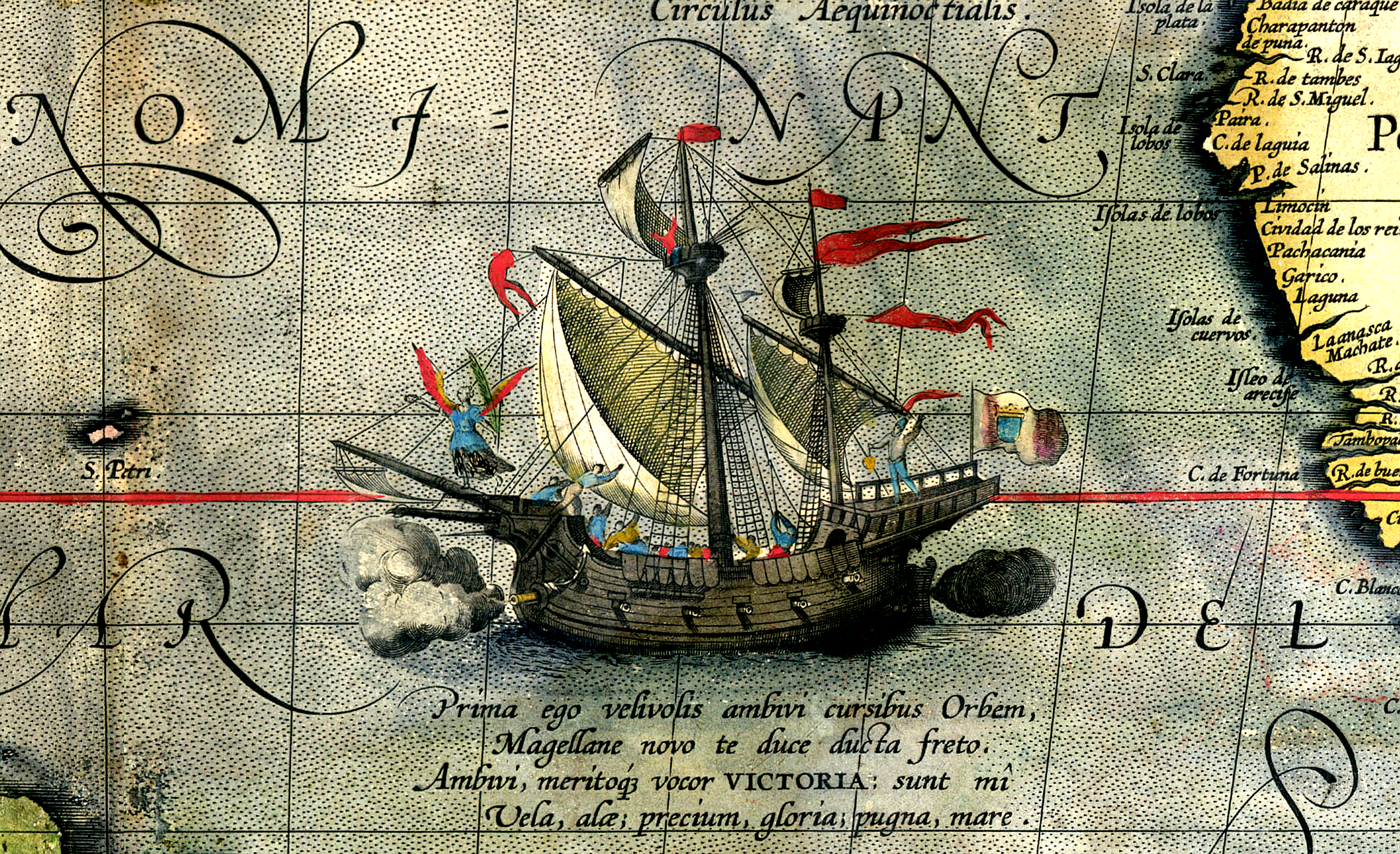
Каракка «Виктория» на карте Ортелиуса (XVI век)

- 6 сентября — Каракка «Виктория», под управлением Элькано, достигла берегов Испании, завершив первое в истории кругосветное путешествие. Венецианский кардинал Гаспаро Контарини, в этот период находившийся в Испании, первым дал правильное объяснение расхождению в один день календаря экипажа «Виктории»[1]. Антонио Пигафетта, ответственный за бортовой журнал, пишет отчёт о первом кругосветном путешествии.

## Публикации
- Адам Ризе выпустил 2-е, дополненное издание своего популярного руководства по численным расчётам «Rechenung auff der Linien vnd federn in zal mass vnd gewicht auff allerley handierung…» (первое издание вышло в 1518 году).
- Иоганн Вернер — опубликованы посмертно исследования конических сечений и ряда других проблем: «In hoc opere haec continentur. Libellvs Ioannis Verneri Nvrembergen. Svper Vigintidvobvs Elementis Conicis. Comentarius seu paraphrastica enarratio in vndecim modos conficiendi eius Problematis quod Cubi duplicatio dicitur. Eivsdem. Comentatio in Dionysodori problema, quo data sphæra plano sub data secat ratione, Alivs modus idem problema coficiendi ab eodem Ioanne Vernero nouissime copertus demostratusq; de motu octauæ Sphæræ, Tractatus duo. Summaria enarratio Theoricæ motus octau Sphæræ».
- В Севилье Хуаном Варелой опубликовано «Metaphora medicinae» — руководство по медицине и фармации Бернардино де Ларедо[2].

## Родились
См. также: Категория:Родившиеся в 1522 году
- 2 февраля — Лодовико Феррари, итальянский математик, открывший способ решения уравнений четвёртой степени в радикалах (умер в 1565  году).
- 11 сентября — Улиссе Альдрованди, итальянский натуралист (умер в 1605 году).
- Ожье Гислен де Бусбек, нидерландский натуралист, завезший в Европу сирень и конский каштан (умер в 1592 году).

## Скончались
См. также: Категория:Умершие в 1522 году
- 1 января — Иоганнес Стабиус, австрийский гуманист, картограф, историк (род. в 1460 году).
- Май —Иоганн Вернер, немецкий энциклопедист (род. в 1468 году).